# Samsun
Samsun (grec: Σαμψούντα, Sampsunda; en italià medieval, Simisso; en grec antic: Ἀμισός, Amisos) és una ciutat de Turquia i el centre-vila de la província del mateix nom Samsun és la major ciutat i la capital econòmica de la Regió de la Mar Negra i està situada a Anatòlia a la vora d'aquest mar. Amb els seus 1.228.959 habitants el 2007, Samsun constitueix, la major aglomeració de la regió de la mar Negre i la 15a més gran de Turquia. Anomenada oficialment Samsun, la ciutat també ha portat altres noms durant la seva història, com Canik a l'època otomana o Amisos durant l'època clàssica.

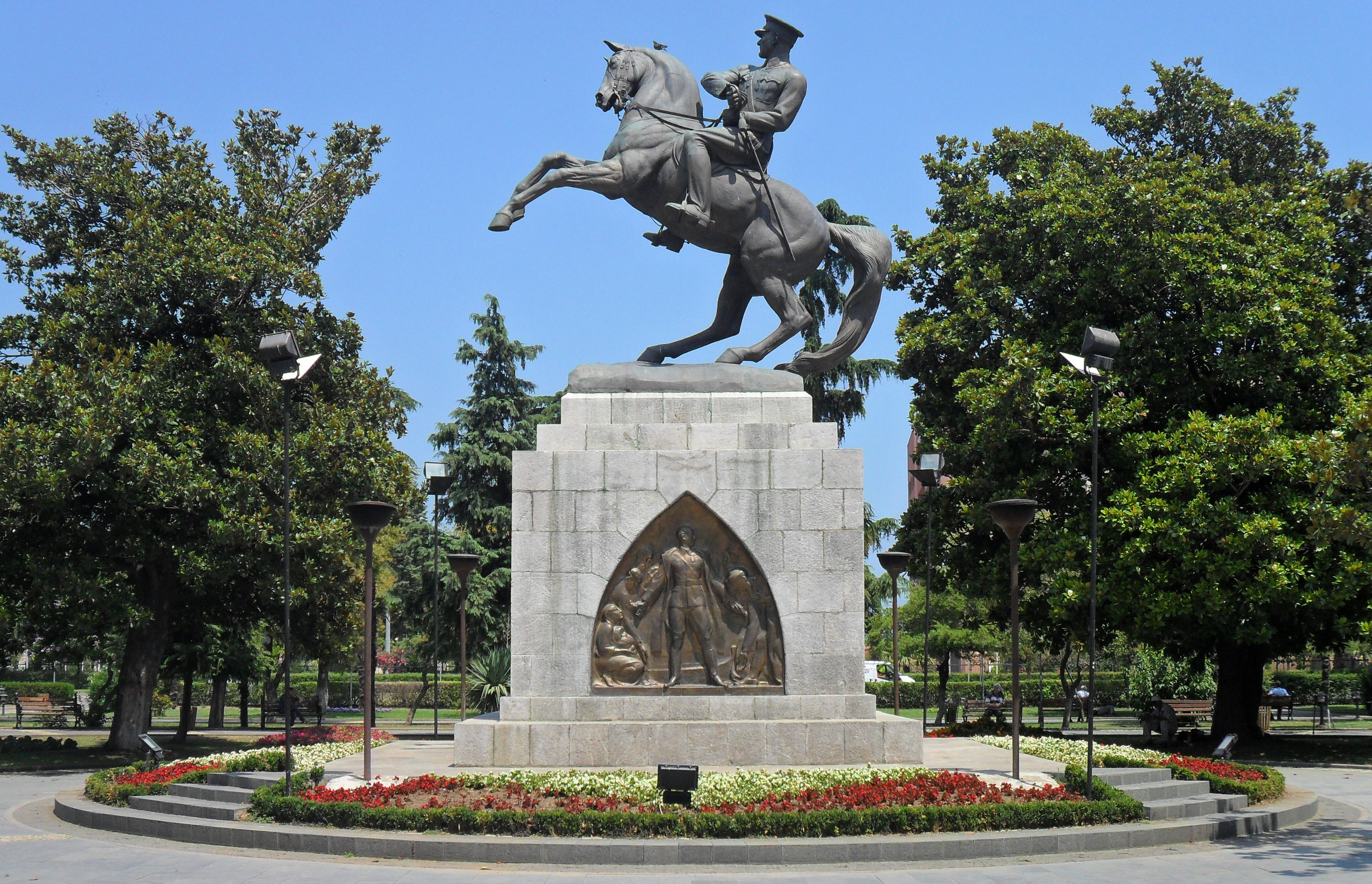
Atatürk Anıtı, Monument a Atatürk en Samsun.

## Història

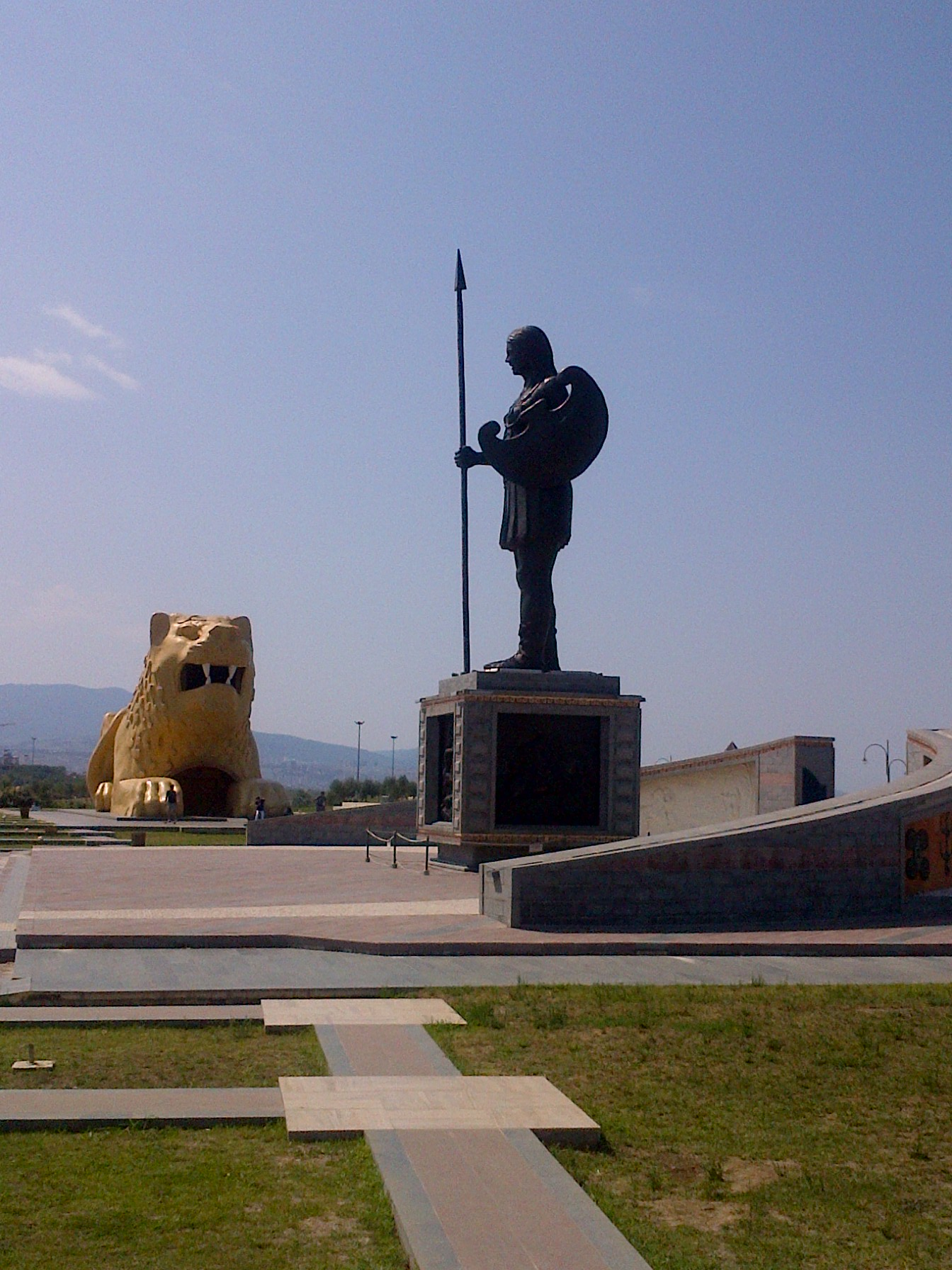
Monument a les Amazones en Samsun.

Amisos (grec antic: Ἀμισός) fou una ciutat del Pont a la part occidental de la badia d'Amisenus a la costa de la mar Negra. Teopomp diu que fou una colònia de Milet. Però als Iambes al Rei Nicomedes figura com a colònia de Focea, fundada vers 559 aC. És possible que fos originàriament milèsia i després fou poblada pels foceus. D'altres atribueixen la seva fundació a Atènocles d'Atenes, líder d'una colònia atenesa que en època incerta que es va establir a la costa del Pont Euxí i va fundar la ciutat de Pireu, que posteriorment hauria estat anomenada Amisos.
La gent sempre ha estat atreta per la combinació d'un terreny fèrtil i aigües poc profundes en un port. Samsun té doncs una llarga història. Segons els mites antics, Samsun hauria estat el país de les amazones, cap al segle xii aC. El geògraf Estrabó (64 aC-23 dC) descriu les amazones com un poble de dones guerreres. Per tal de treure fàcilment fletxes, s'haurien tallat un dels seus pits. La paraula "Amazon", derivada del grec antic, significa «sense pit».
Amisos va esdevenir la més prospera de totes les colònies de la costa de la mar Negra després de Sinope. Al segle iii Samsun va passar a domini del Regne del Pont, que després fou part de l'imperi d'Alexandre el Gran, que, al seu zenit controlava el nord d'Anatòlia i parts de l'Anatòlia central, i les ciutats comercials a les ribes nord de la mar Negra. Mitridates VI Eupàtor la va convertir en residència alternativa de Sinope i la va engrandir amb un barri anomenat Eupatoria probablement ben separat de la resta de la ciutat. Va resistir força temps l'atac del romà Lucul·le el 71 aC durant les Guerres Mitridàtiques que finalment la va ocupar. Farnaces, fill de Mitridates, va ocupar la ciutat. Farnaces fou derrotat per Cèsar en la batalla de Zeleia i la va convertir en ciutat lliure el 47 aC fins que Marc Antoni la va donar al rei Polemó I del Pont vers el 36 aC. Altre cop apareix després com a ciutat lliure dins o fora del regne, però sota el tirà Straton. Després d'Actium el 31 aC el tirà fou eliminat i va tornar a ser ciutat lliure, posició que va conservar durant l'imperi; Trajà li va reconèixer les seves pròpies lleis i s'anomenà Pompeiopolis, recentment s'han descobert les restes arqueològiques.
Fou part de l'Imperi Romà d'Orient fins al 1204. En cert punt d'aquest període aparegué el nom de Sampsunda (grec: Σαμψούντα), que substituí l'antic Amisos. Després del confús període del 1205 en què Nicea i Trebisonda es van disputar el Pont, el 1206 ja estava sota domini de l'Imperi de Trebisonda. Aquest la perdé un temps després a mans dels seljúcides de Rum, al seu torn sotmesos pels mongols Ilkhànides. El 1277 fou ocupada pels turcmans sota els quals la ciutat es va dir Samsun, que és el nom que conserva a hores d'ara.
Fou incorporada a la xarxa de ports de comerç dels genovesos de la que consta com a part el 1289 amb el nom de Simisso. Al segle xiv va quedar en mans dels jandàrides o Ifendiyar-Oghlu, i un príncep de la nissaga, Isfendiyar ibn Bayezid, va encunyar moneda a Samsun. Durant el segle xiv els genoveses tenien una factoria prop de la ciutat i estaven representats per un cònsol que des del 1302 estava supeditat al consol genovès a Feodòssia (Crimea) però era designat pel govern de la república; l'assentament genovès es deia Kafir Samsun. Hi van arribar a encunyar una moneda però amb feble percentatge de plata.
El 1393 el soldà otomà Baiazet I va conquerir Kastamonu i Samsun deixant molt reduït el principat jandàrida. Samsun fou concedida al fill del príncep búlgar Shishman que es va fer musulmà després de la conquesta otomana de Tirnovo. El comerç va quedar força afectat per la campanya de Tamerlà a l'Àsia Menor (1402). El barri genovès fou abandonat en el regnat de Mehmet I (1403-1421) a causa d'un incendi i els habitants musulmans es van sotmetre voluntàriament als otomans. El 1422 consta la reclamació d'un ciutadà genovès per haver estat cremat el seu castell "pels turcs"; el 1423 el subashi otomà de Samsun consta exercint autoritat a l'antic establiment genovès.
Sota els otomans Samsun fou part del sanjak de Djanik, i hi ha estadístiques regulars a partir del regnat de Baiazet II quan encara quedaven 6 genoveses que vivien al barri de Frenkpazari. El 1574 la vila tenia 511 contribuents. El seu port es va degradar lentament, i la ciutat va entrar en decadència. Va perdre població al segle xvii i el 1642/1643 només es registren 58 contribuents. Però Evliya Çelebi el 1640 diu que hi va trobar un bon nombre de notables, si bé sembla que la majoria eren militars que ocupaven la fortalesa o bé ulemes (tot i que ja no hi havia la madrassa que existia al segle anterior però encara quedaven mesquites). Els atacs de les naus turques per cosacs amb petits vaixells, impedia el comerç per mar i Evliya diu que en un moment els cosacs van arribar a ocupar la ciutat i van damnar seriosament les fortificacions que el 1640 ja havien estat reparades. Més avançat el segle però, el castell estava en ruïnes; al final del segle hi havia una gran mesquita i almenys quatre mesquites de les quals dues eren d'època il-kànida i les altres eren la d'Isa Baba del segle xv i la de Hajji Khatun, de 1694. Tournefort la va visitar el 1701 i diu que no tenia activitat comercial.
El 1806 la ciutat fou cremada en la lluita entre un governador revoltat i el seu rival que tenia el suport del govern. El 1817-1819, l'armeni Minas Bizishkiyan, la descriu de manera ben diferent el 1701 i la considera un centre comercial destacat amb una forta colònia armènia, si bé els efectes de l'incendi de 1806 van persistir fins al 1829. Von Moltke la va visitar el 1838 però la seva descripció és purament militar i no fa esment de la població o edificis civils. El mateix any la va visitar Henry Suter i diu que estava habitada per 450 famílies turques i 1580 gregues (això serien uns 10.000 habitants) i que els basars estaven ben aprovisionats, però el port no tenia moll i oferia poca protecció. A mitjan segle xix un governador va construir una residència pel govern utilitzant restes de les ruïnes clàssiques; tenia llavors mercat cobert, un khan i banys públics, i quatre tombes de sants; els grecs i armenis vivien en barris ben separats dels musulmans i tenien una escola per cada grup i una església de cada confessió. Ferrukhan Bey la descriu acuradament el 1847 i diu que hi vivien 500 turcs, 240 caps de família grecs, 60 armenis i alguns europeus amb un total d'uns 6.000 habitants. V. Cuinet, el 1860, dona una població inferior (uns tres mil). Un altre incendi va devastar la ciutat el 1869 però es va recuperar i el 1890 es calcula que tenia 16.000 habitants si bé l'estimació de 1894 diu que eren 11.000.
Sota el domini otomà, la ciutat produïa principalment tabac. Es va planejar connectar la ciutat i regió al sistema ferroviari a la segona meitat del segle xix.
Com que va escollir el camp dels perdedors de la Primera Guerra Mundial, l'Imperi Otomà va quedar en ruïnes. Les potències victorioses, l'Entesa, va ocupar Istanbul. L'Entesa volia dividir l'imperi, incloent Anatòlia. Els grecs albiraven un nou imperi hel·lènic. Els francesos van controlar Hatay i Síria i desitgaven una part del sud-est d'Anatòlia, la Cilícia. Els Italians aspiraven a una part del sud-oest d'Anatòlia (regió del Mediterrani). Els britànics tenien ja l'Aràbia Saudita, Palestina, Jordània i l'Iraq. El 15 de maig de 1919, les forces gregues van ocupar Esmirna. Alguns dies més tard, els Italians aterraven a Antalya, i van agafar un tros de la part d'Anatòlia que se'ls havia promès. L'interior d'Anatòlia estava fora de tot control. Les lluites entre els grecs del Pont d'una part i els turcs i els laz de l'altre van obligar el govern a enviar a la zona a un general de nom Mustafà Kemal per restablir l'orde, el qual hi va desembarcar el 19 de maig de 1919; aquest home va crear l'estat turc modern, va canviar la societat, i fins i tot va modificar la llengua: Mustafa Kemal Atatürk. Mustafa Kemal i els seus homes van abandonar Istanbul a bord d'un vell vaixell de vapor cap a Samsun, a la nit del 16 de maig de 1919 i en arribar a Samsun es va sublevar. La Guerra d'independència turca va començar doncs a Samsun el 19 de maig 1919, i es va acabar amb la victòria dels nacionalistes el 29 d'octubre de 1923. El 19 de maig fou declarat amb la república com a festa nacional.

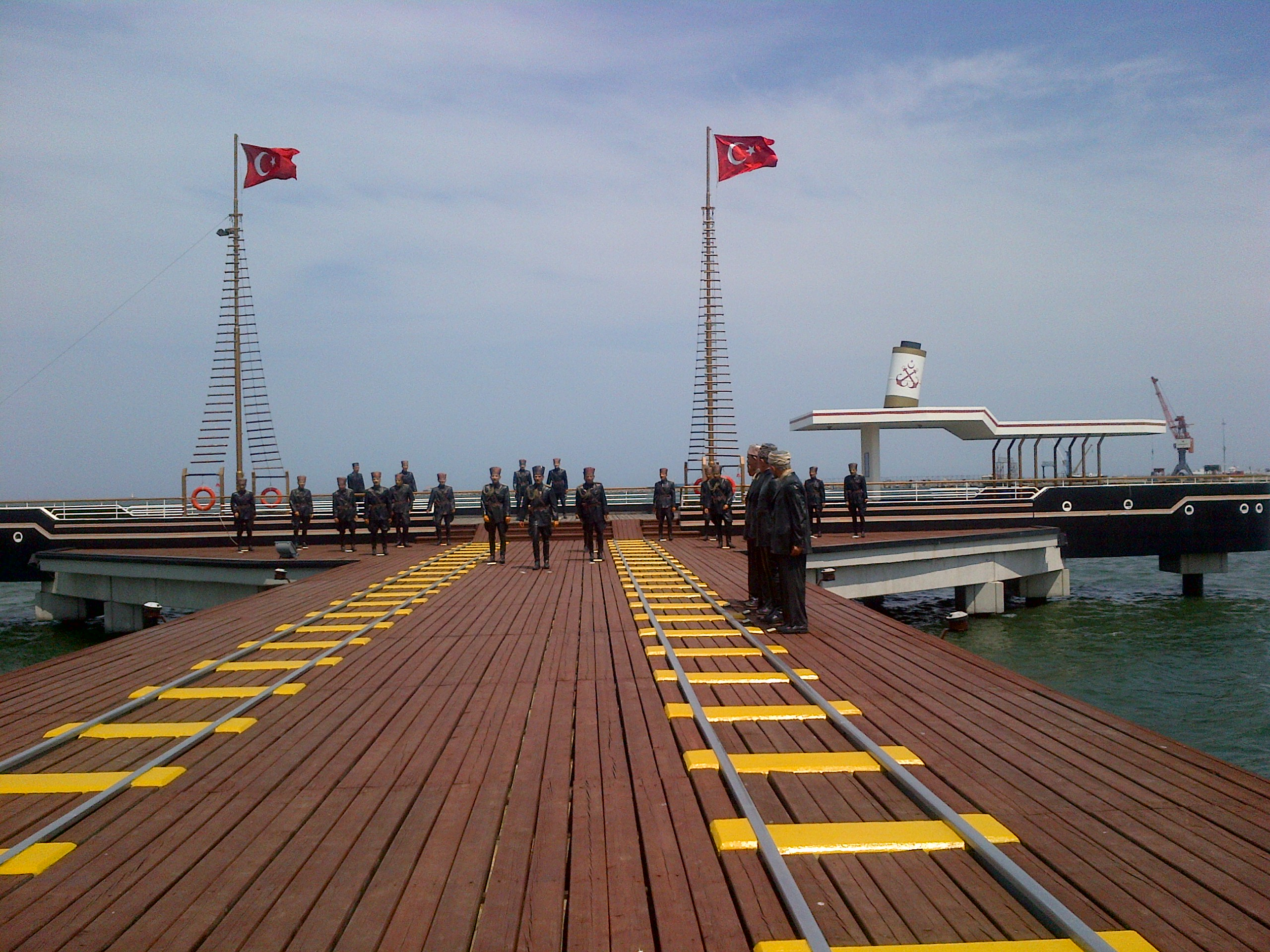
Mustafa Kemal i els seus companys d'armes surten a Samsun per a començar la Guerra d'independència turca (representació).

Fins a 20 abril 1924 23.000 persones van immigrar a Samsun de Tessalònica com a part de l'intercanvi de població amb Grècia.
Va ser declarada capital d'un il (província) i va créixer a partir del 1932 (quan hi va arribar el ferrocarril) i sobretot des de 1960 (quan es va modernitzar el port) arribant el 1980 als 198.749 habitants. La Fira Comercial de Samsun va començar a fer-se el 1963 i fou un incentiu per l'economia local però sobretot fou el tabac el producte principal (el 1975 en vivia el 80,4% de la població) amb tres collites a l'any en algunes zones. No obstant el 1980 només el 61,7% de la població sabia llegir i escriure, percentatge més baix que la mitjana. El 1981 s'hi va crear la Universitat de 19 Maig.

## Clima
Samsun té el clima de la mar Negra; els estius són calents i humits, la temperatura màxima mitjana és d'aproximadament 27 °C i la temperatura mínima més baixa mitjana és d'aproximadament 3 °C. La temperatura de l'aigua és sempre fresca, variant entre 8 °C i 20 °C tot l'any.

## Centres d'interès
- Parc de plaers forestals del Petit bosc de Çakırlar, de Çamgöl i de Vezirköprü,
- Estacions termales d'Havza i de Lâdik
- Mesquita de Kale, de Pazar, de Hacı Hatun, de Yalı, de Tayyar Pasha, de Mustafa Pacha, de Rıdvan Bey, d'Abdullah Pasha, de Değirmenbaşı, de Taceddin Pasha, de Pazar (Terme), de Taşkale, Büyük Cami (Gran Mesquita).
- Mesquites i mausoleus de Şeyh Seyyid Kudbeddin i d'ısa Baba, « madrassa » de la Gran Mesquita (Bafra) i de Fazıl Ahmed Pacha,
- Bazar de Fazıl Ahmed Pasha
- ımaret (hospici) de Havza,
- Estacions termals de Kızgözü Aslanağzı, de Küçükhamam (per tractament)
- Banys públics de Taşkale i de Şifa,
- Monuments d'Ataturk a Çiftehamam a Ilk Adım
- Museu d'Arqueologia i Etnografia del 19 Mayıs (19 de maig).

## Demografia
El 1927 la població turca era de 13.648.270 habitants, repartits entre les 63 províncies. En termes de superfície, Samsun estava classificada com la 17a província més gran del país, amb una població total de 268.868 habitants. Samsun constituïa més o menys l'1,20% de la població turca. En els seus 9.083 km² el 1927, hi havia una densitat de 28 habitants per km²; el 2007 el nombre havia evolucionat fins a 135. El 2000 constava que el 17,3% dels habitants de Samsun eren nascuts en altres províncies; entre ells, un 3,20% procedents d'habitants nascuts a la província d'Ordu.
| 268.868                                    | 1.161.207 | 1.153.763 | 1.209.137 | 1.228.959 |
| Nombre conservat a partir de 1927 per T.C. |           |           |           |           |

## Economia
Samsun és un important centre comercial turc i el port més important a la costa de la mar Negra. La regió de Samsun és una de les grans productores de tabac a Turquia.

## Educació
La Universitat de Samsun (19 Mayis Üniversitesi) és una de les set millors universitats de Turquia. D'altra banda la ciutat té col·legis superiors, liceus, escoles primàries i biblioteques públiques:
- 1084 escoles primàries, amb 13.649 ensenyants i 256.827 estudiants.
- 58 liceus generals, equipats amb un total de 1.018 sales de classes, per 1980 ensenyants i 33.350 estudiants.
- 50 liceus professionals, equipats amb 806 sales de classes, per 1578 ensenyants i 21.734 estudiants.
- 7 escoles privades són igualment en funcionament a la província, amb més de 70 sales de classes.

## Esport

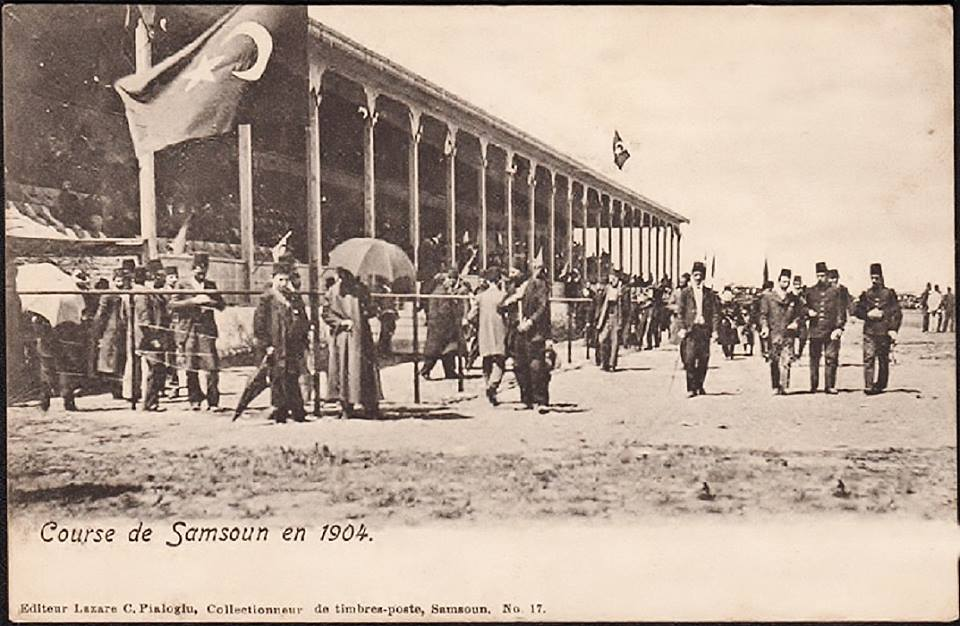
Samsun Hipodromu, el 1904

L'esport més popular a Samsun és de lluny el futbol. El club local, Samsunpor, fundat el 1965, ha guanyat la Copa dels Balkans de Clubs. Els partits es disputen a l'estadi de Samsun, 19 Mays Stadium, d'una capacitat de 19.720 seients. Samsunspor té últimament el mèrit de jugar en la superlliga en tant que segon de la lliga Bank Asya després d'haver estat relegat el 2006.
El Bàsquet és el 2n esport més practicat. El club de bàsquet de Samsun, fundat en els anys 1970, ha estat el primer club de bàsquet de tota Anatòlia.
Entre els millors lluitadors de Turquia hi ha Yaar Dou i Mustafa Dastanl que són originaris d'aquesta ciutat.

## Media
La premsa de Samsun està representada per diversos diaris. Ekip Gazetesi, Haber Gazetesi, Halk Gazetesi són els diaris més representatius de la ciutat. Aks Tv, Alfa Tv, Kanal 55, Bafra Tv, Kanal S, Klas Tv, són els canals de televisió que pertanyen a la ciutat. Klas TV és la primera cadena local de televisió a Turquia.

## Transports i urbanisme

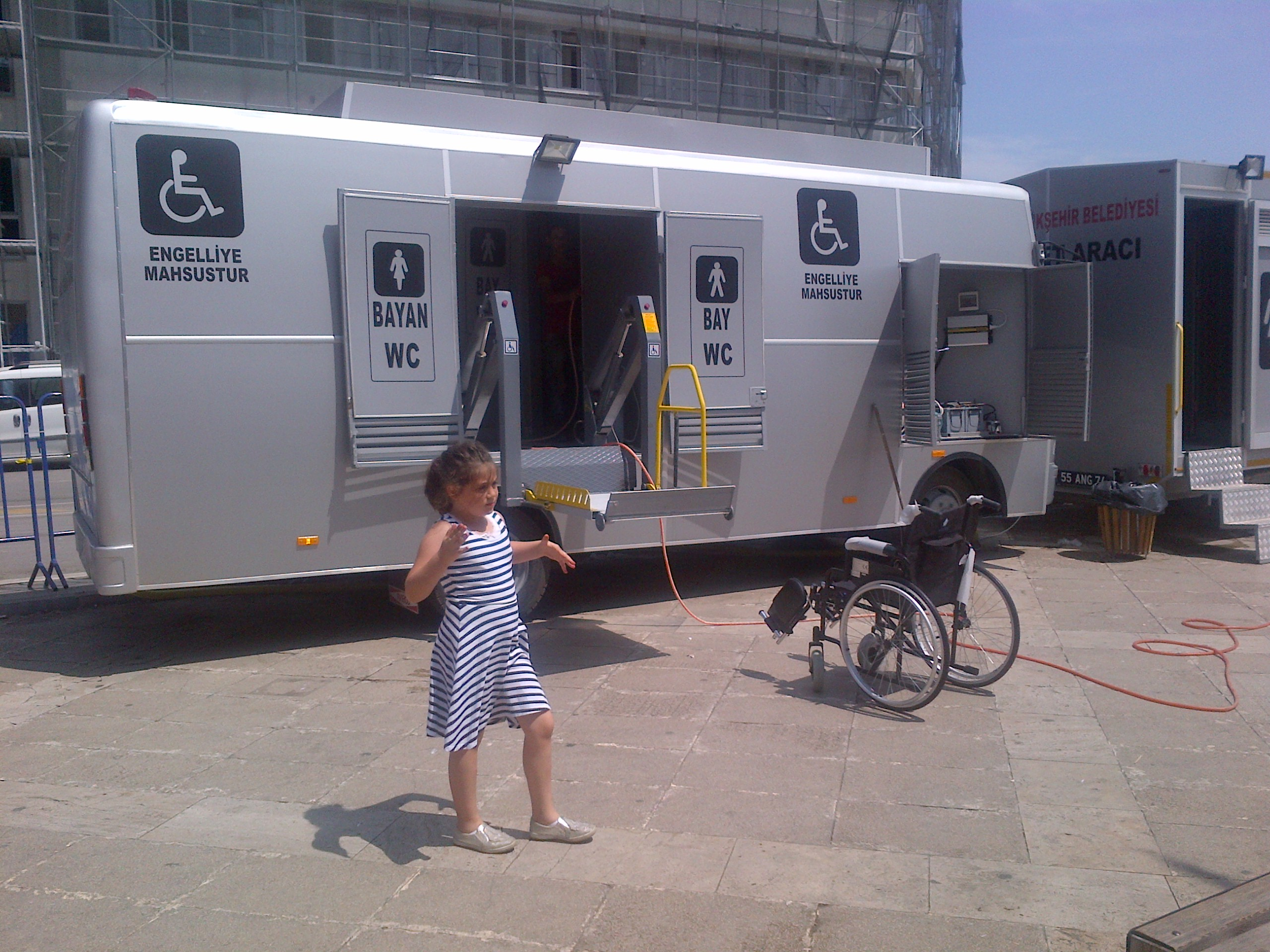
Toilette movil per persones de mobilitat reducida, a Samsun.

### Transport terrestre
La ciutat està ben connectada a les regions veïnes. L'estació de trens i la d'autobusos estan situades al centre de la ciutat.

### Marítim
El port, al centre-ciutat, és utilitzable de juny a agost.

### Aeri
L'aeroport de Samsun està situat a Çarşamba, a 19 km del centre de la ciutat.

### Ferroviari
La ciutat està servida per dos enllaços ferroviaris: Samsun-Sivas i Samsun-Amasya. També té dues llinees de light metro per superficies, una dins de la ciutat i l'atra, en construcció, entre el centre-vila i Tekkeköy.

## Persones notables
- Şefik Avni Özüdoğru (primer Alcalde republicà de Samsun, 1922-24)
- Nebahat Çehre (Miss Turquia 1960)

## Agermanaments
- İskele, República Turca del Nord de Xipre
- Arkansas, Estats Units
- Novossibirsk, Rússia (des de 2007)
- Dar al-Salam Tanzània (des de 2007)
- Kalmar, Suècia (des de 2008)
- Bordeus, França (des de 2010)
- Kiel, Alemanya (des de 2010)
- Brčko, Bòsnia i Hercegovina (des de 2012)